# Liste der Fornminnen in Karlskrona

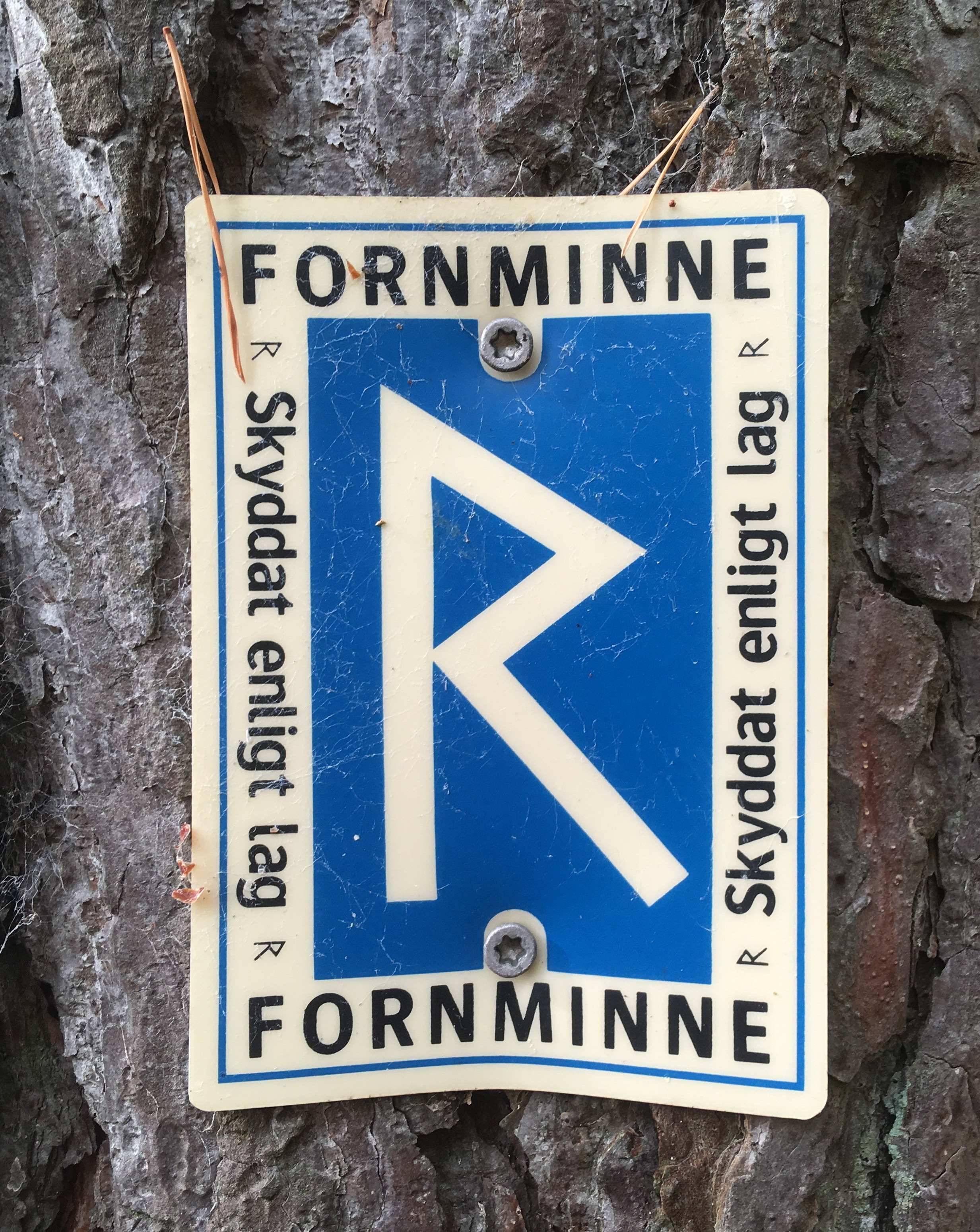
Zeichen für „Fornminnen“ in Schweden

Diese Liste der Fornminnen in Karlskrona zeigt die „Alten/antiken Denkmale“ (schwedisch fornminnen) im Stadtgebiet von Karlskrona in der gleichnamigen heutigen Gemeinde Karlskrona der südschwedischen Provinz Blekinge län, sie ist eine Teilliste der „Liste der Fornminnen in Blekinge“. Die Aufteilung basiert auf der historischen Zuordnung der Gebiete in Socken (siehe auch) und der Einteilung des Zentralamts für Denkmalpflege Riksantikvarieämbetet (RAÄ). Es werden die Fornminnen aufgeführt, die auf dem Suchdienst „Fornsök“ registriert sind, welcher weitere Informationen zu den bekannten kulturhistorischen Überresten in Schweden enthält.

## Begriffserklärung
Fornminnen (schwedisch für alte/antike Denkmale oder archäologische Funde) sind in Schweden alte Objekte und archäologische Funde (Fornlämningar), welche die Überreste menschlicher Aktivitäten in der Vergangenheit bezeichnen, die durch frühere Nutzung entstanden sind und dauerhaft aufgegeben wurden. Dabei gilt für Fornminnen, die vor 1850 entstanden sind, dass sie automatisch durch das Gesetz geschützt sind. Aber auch jüngere Überreste können zu Bodendenkmalen erklärt werden, wenn sie sich an ihrem ursprünglichen Standort befinden und weitgehend erdgebunden sind. Als Fornminnen zählen u. a. Siedlungen und Siedlungsreste aus prähistorischer Zeit, Gräber und Grabstätten, Burgruinen, Ruinen von Klöstern, Kirchen und Schlössern, Steine und Felsen mit Inschriften und Bildern (z. B. Runensteine und Petroglyphen), insofern sie nicht schon als Einzeldenkmal unter Byggnadsminnen (schwedisch für Baudenkmale) oder kyrkliga Kulturminnen (schwedisch für kirchliches Kulturgut) ausgewiesen sind.

## Legende
| ID           | = | ID.Nr. des Denkmalregisters (Fornsök) im schwedische Amt für nationales Kulturerbe (Riksantikvarieämbetet (RAÄ)) |
| Lage         | = | Koordinatenangabe des Standorts                                                                                  |
| Bezeichnung  | = | Bezeichnung des Denkmalobjekts (auch RAÄ-Nr.)                                                                    |
| Beschreibung | = | Name (Denkmaltyp/Dokumentenverweis im Arkivsök) sowie eine kurze Beschreibung des Objekts                        |
| Bild         | = | Bild des Objekts sowie Verweis auf weitere Bilder                                                                |

## Fornminnen Karlskrona
| ID             | Lage    | Bezeichnung (RAÄ-Nr.) | Beschreibung | Bild           |
| -------------- | ------- | --------------------- | --- | -------------- |
| 10100100280001 | (Karte) | Karlskrona 28:1       | Karlskrona 28:1 (Friedhof / L1979:5503) fast rechteckiger, ehemaliger Friedhof (auch als „schwedisch Saltö kyrkogård“ bezeichnet) für die Toten der Cholera-Epidemien in Karlskrona, befindet sich im Norden der Insel Saltö (neben Grundstück Dragsovägen 3), wurde 1834 eingeweiht aber erst ab 1853 genutzt; bestehend aus einer steinernen Ringmauer und etwa 20 Grabsteinen sowie zahlreichen 2 m breiten und 0,5 m tiefen Rinnen (wahrscheinlich ehemalige Massengräber), u. a. mit Grabmal des schwedischen Arzt Magnus Fürst (1823–1853)                                                   | Weitere Bilder |
| 10100100530001 | (Karte) | Karlskrona 53:1       | Karlskrona 53:1 (Wegmarkierung / L1979:6129) auf einem 1,3 x 1,3 m Bruchsteinsockel stehender, etwa 1,15 m hoher schwarzer Meilenstein mit Inschrift von 1794; am Südende des um 1910 angelegten Kultur-, Erholungs- und Naturpark „Wämöparken“ | Weitere Bilder |
| 10100100540002 | (Karte) | Karlskrona 54:2       | Karlskrona 54:2 (Gedenkstein / L1979:5564) etwa 1,5 m hoher Bautastein mit Inschrift im südlichen Teil des um 1910 angelegten Kultur-, Erholungs- und Naturpark „Wämöparken“ etwa 2 km östlich des Stadtzentrums, welcher mit seinen historisch nachgebauten Gebäuden und Anlagen eine Nachbildung der Landschaft von Blekinge darstellen soll. | Weitere Bilder |
| 10100100610001 | (Karte) | Karlskrona 61:1       | Karlskrona 61:1 (Steinhügelgrab / L1979:5836) bitte Beschreibung ergänzen | Weitere Bilder |
| 10100100610002 | (Karte) | Karlskrona 61:2       | Karlskrona 61:2 (Steinhügelgrab / L1979:5837) bitte Beschreibung ergänzen | Weitere Bilder |
| 10100100630001 | (Karte) | Karlskrona 63:1       | Karlskrona 63:1 (Steinhügelgrab / L1979:5314) bitte Beschreibung ergänzen | Weitere Bilder |
| 10100100640001 | (Karte) | Karlskrona 64:1       | Karlskrona 64:1 (Steinhügelgrab / L1979:5511) bitte Beschreibung ergänzen | Weitere Bilder |
| 10100100660001 | (Karte) | Karlskrona 66:1       | Karlskrona 66:1 (Steinhügelgrab / L1979:5963) bitte Beschreibung ergänzen | Weitere Bilder |
| 10100100680001 | (Karte) | Karlskrona 68:1       | Karlskrona 68:1 (Gräberfeld / L1979:5639) das ca. 175 x 110 m große Gräberfeld von Vedeby (auch als „schwedisch Vedeby Gravfält“ bezeichnet), befindet sich im Norden des Stadtgebiets an der Gullbernavägen (neben E22); bestehend aus 85 nachgewiesenen Funden, darunter 31 Hügelgräber (nur 7 erhalten), mehreren Bautasteinen, Stein- und Schiffssetzungen sowie Steinkreisen, welche während der frühen Eisenzeit bis zum frühen Mittelalter errichtet wurden. Direkt nördlich davon befinden sich die Grab- und Siedlungsflächen Karlskrona 123 (L1978:8811) und Karlskrona 126 (L1978:8814) | Weitere Bilder |
| 10100100690001 | (Karte) | Karlskrona 69:1       | Karlskrona 69:1 (Steinhügelgrab / L1979:5770) bitte Beschreibung ergänzen | Weitere Bilder |
| 10100100700001 | (Karte) | Karlskrona 70:1       | Karlskrona 70:1 (Steinhügelgrab / L1979:5898) bitte Beschreibung ergänzen | Weitere Bilder |
| 10100100710001 | (Karte) | Karlskrona 71:1       | Karlskrona 71:1 (Steinhügelgrab / L1979:5358) bitte Beschreibung ergänzen | Weitere Bilder |
| 10100100720001 | (Karte) | Karlskrona 72:1       | Karlskrona 72.1 (Steinhügelgrab / L1979:5359) bitte Beschreibung ergänzen | Weitere Bilder |
| 10100100720002 | (Karte) | Karlskrona 72:2       | Karlskrona 72:2 (Steinhügelgrab / L1979:5360) bitte Beschreibung ergänzen | Weitere Bilder |
| 10100100740001 | (Karte) | Karlskrona 74:1       | Karlskrona 74:1 (Steinhügelgrab / L1979:6010) bitte Beschreibung ergänzen | Weitere Bilder |
| 10100100760001 | (Karte) | Karlskrona 76:1       | Karlskrona 76:1 (Steinsetzung / L1979:5468) bitte Beschreibung ergänzen | Weitere Bilder |
| 12000000132548 | (Karte) | Karlskrona 123        | Karlskrona 123 (Grab- und Siedlungsfläche / L1978:8811) etwa 95 x 20 m große ehemalige Siedlungsfläche, welche bei archäologischen Untersuchungen 2009 gefunden wurde; bestehend aus Überresten von mehreren Pfostenlöchern und Gruben sowie Spuren von Kulturschichten, u. a. ein Fund aus vergoldeter Kupferlegierung. Befindet sich im Norden des Stadtgebiets an der Gullbernavägen (neben E22), direkt nördlich des Gräberfeld von Vedeby Karlskrona 68:1 (L1979:5639) | Weitere Bilder |
| 12000000132551 | (Karte) | Karlskrona 126        | Karlskrona 126 (Grab- und Siedlungsfläche / L1978:8814) etwa 45 x 25 m große ehemalige Siedlungsfläche, welche bei archäologischen Untersuchungen 2009 gefunden wurde; bestehend aus Überresten von mehreren Pfostenlöchern und Gruben sowie Spuren von Kulturschichten und Gräbern. Befindet sich im Norden des Stadtgebiets an der Gullbernavägen (neben E22), direkt nördlich des Gräberfeld von Vedeby Karlskrona 68:1 (L1979:5639) | Weitere Bilder |